# Ковригіна Марія Дмитрівна
Марія Дмитрівна Ковригіна (23 червня (6 липня) 1910 , Камишловський повітd, Пермська губернія  — 12 березня 1995 , Москва ) — радянська державна діячка, міністр охорони здоров'я СРСР і РРФСР. Член ЦК КПРС у 1952—1961 роках. Депутат Верховної ради Російської РФСР 3-го скликання. Депутат Верховної Ради СРСР 4-го скликання. Доктор медичних наук (1945), професор (1950); почесний доктор медицини honoris causa Варшавського університету (1980).

## Життєпис
Народилася в багатодітній селянській родині в селі Троїцьке Катайської волості Камишловского повіту Пермської губернії (тепер у складі міста Катайська Курганської області, Російська Федерація). У 1922 році закінчила Троїцьку чотирирічну школу, потім навчалася в Катайській семирічній школі, закінчила 6 класів. У 1924 році вступила до комсомолу.
З 1924 по 1926 рік керувала піонерським загоном (піонервожата) в селі Троїцькому. З травня 1926 року навчалася на окружних курсах працівників дитячих будинків в місті Шадринську, а після закінчення навчання організувала перший в районі піонерський табір. У 1926—1927 роках — голова бюро юних піонерів Катайського і Далматовського районних комітетів ВЛКСМ, секретар осередку ВЛКСМ села Троїцького Пермської губернії.
З грудня 1929 по січень 1931 року — член правління сільськогосподарської артілі «Боєць» села Троїцького Катайського району.
У січні 1931 року вступила на 3-й курс медичного робітничого факультету в місті Свердловську, який закінчила у тому ж році з відзнакою.
У 1931—1936 роках — студентка Свердловського медичного інституту за спеціальністю «лікар—лікарський порадник». Під час навчання була комсомольським секретарем курсу, секретарем комітету ВЛКСМ Свердловського медичного інституту.
Член ВКП(б) з грудня 1931 року.
У 1936 — лютому 1940 року — лікувальний інспектор по містах і промислових центрах та заступник начальника лікувально-профілактичного управління Челябінського обласного відділу охорони здоров'я.
З жовтня 1939 року по липень 1941 року, після закінчення курсів в Казанському інституті удосконалення лікарів імені Леніна, працювала за сумісництвом в Челябінській міській лікарні лікарем-невропатологом.
У лютому 1940 — липні 1941 року — інструктор, завідувач сектора кадрів народної освіти і охорони здоров'я відділу кадрів Челябінського обласного комітету ВКП(б).
У липні 1941 — 1942 року — заступник голови виконавчого комітету Челябінської обласної ради депутатів трудящих з питань охорони здоров'я, народної освіти, соціального забезпечення та культури.
22 вересня 1942 — 3 грудня 1950 року — заступник народного комісара (з 1946 року — міністра) охорони здоров'я Російської РФСР. Завідувала відділом акушерсько-гінекологічної допомоги та управлінням лікувально-профілактичної допомоги дітям, відповідала за відновлення мережі закладів охорони здоров'я на звільненій території.
3 грудня 1950 — 28 січня 1953 року — міністр охорони здоров'я Російської РФСР.
У лютому 1953 — 1 березня 1954 року — 1-й заступник міністра охорони здоров'я СРСР.
1 березня 1954 — 12 січня 1959 року — міністр охорони здоров'я СРСР.
У квітні 1959 — 1986 року — директор, ректор Центрального інституту удосконалення лікарів Міністерства охорони здоров'я СРСР.
З серпня 1986 року — персональний пенсіонер союзного значення в Москві.
Померла 12 березня 1995 року. Похована в Москві на Кунцевському цвинтарі.

## Нагороди і звання
- орден Леніна (1966)
- орден Жовтневої Революції
- три ордени Трудового Червоного Прапора (1943, 1960, 1970)
- орден «Знак Пошани»
- Командорський Хрест ордена Відродження Польщі (1949)
- медаль «За оборону Ленінграда»
- медаль «За доблесну працю у Великій Вітчизняній війні 1941—1945 рр.»
- медаль «За трудову відзнаку»
- дві золоті медалі ВДНГ СРСР
- медалі
- Заслужений лікар Російської РФСР (1960)